# 井上愛美 (ラグビー選手)
井上 愛美（いのうえ ちかみ、1991年4月10日 - ）は、日本の女子ラグビーユニオン選手。RKUラグビー龍ケ崎GRACEに所属する。

## プロフィール
- 千葉県出身[1]。
- 身長 166cm、体重 59kg
- 15人制女子日本代表にも選ばれたことがある[2]。
- ニックネームはちかちゃん。
- ポジションはスタンドオフ(SO)、スクラムハーフ(SH)、センター(CTB)。

## 来歴
小学2年生からラグビーを始めた。
2010年、鎌ヶ谷高校卒業後、流通経済大学に入り、アジア大会の7人制女子日本代表に選ばれた。
2013年、ラグビーワールドカップセブンズ2013の7人制女子日本代表に選出された。
2014年、流通経済大学卒業後、流通経済大学の職員になった。